# 職業訓練指導員 (測量科)
職業訓練指導員 (測量科)（しょくぎょうくんれんしどういん そくりょうか）は、職業訓練指導員免許のうちの1つ。厚生労働省管轄。

## 受験資格
職業訓練指導員免許の受験資格と試験免除を参照。
測量士または測量士補の試験合格者は、実務経験不要。
測量士の試験合格者は、「実技」、「系基礎学科」、「専攻学科」の各試験が免除され、「指導方法」の学科試験のみでよい。なお、国家試験合格以外による測量士、測量士補の資格取得者は、上記の試験免除等の対象とはならない。

## 試験科目
学科試験
1. 指導方法（職業訓練原理、教科指導法、訓練生の心理、生活指導及び職業訓練関係法規）
2. 関連学科

- 系基礎学科
  - 土木工学（測量、応用力学、土質力学、製図）
  - 安全衛生（安全管理、衛生管理）
- 専攻学科
  - 測量学（測量法、測量機器）
  - 土木設計（土木設計、土木施工）

実技試験
1. 測量